# Tustya

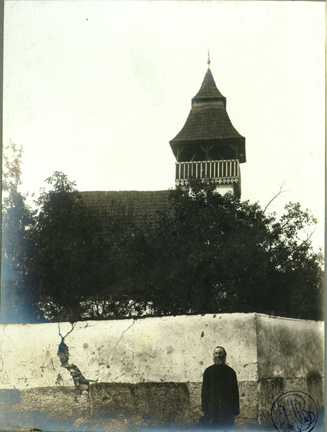
Görögkatolikus fatemplom (Adler Lipót felvétele, 20. század eleje)

Tustya (románul: Tuștea) falu Romániában, Erdélyben, Hunyad megyében.

## Fekvése
Hátszegtől nyolc kilométerre nyugatra, a Ruszka-havas lábánál fekszik.

## Nevének eredete
Kiss Lajos szerint neve a Tódor név délszláv változatából való. Először 1360-ban Tusta, később 1462-ben Thwztya, 1733-ban Tustija alakban írták.

## Története
1360-ban Dragomyr nevű román papját említették.
A 18. század elején, Demsus testvéregyházaként alapították református egyházközségét. A gyülekezetet a század második felében a tustyai Csulai, Rozgoni, Balia, Lukáts, Antalffi, Bokosnyitza és Miske családok alkották. A 19. század elején megszűnt, de saját papja korábban sem volt, hanem Demsussal, Nagypesténnyel és Nagycsulával közösen alkotott egy egyházközséget.
1731-ben országos vásárok tartására kapott szabadalmat. 1750-ben mindkét görögkatolikus pópája kétnejű volt, ezért eltiltották őket az egyházi hivataltól. Az 1750-es években a hívek visszatértek az ortodox vallásra, de 1850-ben már ismét görögkatolikusok voltak és 1858-ban görögkatolikus iskolát is szerveztek.
1850-ben 561 lakosából 465 volt román, 54 magyar és 22 cigány nemzetiségű; 499 görögkatolikus, 27 református, 18 római katolikus és 17 zsidó vallású.
2002-ben 325 román nemzetiségű lakosából 255 volt ortodox, 56 görögkatolikus és 11 pünkösdista vallású.

## Látnivalók
- Az egykori mocsár helyén keletkezett vörös agyagkő rétegben dinoszauruszok és más őskori hüllők tojásai őrződtek meg.[4]